# Færder
Færder is een gemeente in de Noorse provincie Vestfold. De gemeente ontstond op 1 januari 2018 door de fusie van de gemeenten Nøtterøy en Tjøme De gemeente telde 26.734 inwoners in januari 2018. Het gemeentebestuur zetelt in het dorp Borgheim.

## Plaatsen in de gemeente
- Hvasser
- Tjøme
- Årøysund
- Glomstein

Færder · Holmestrand · Horten · Larvik · Sandefjord · Tønsberg

Voormalige gemeente: Andebu · Hof · Lardal · Nøtterøy · Re · Sande · Stokke · Svelvik · Tjøme